# Baldassarre Turini
Baldassarre Turini il Giovane (Pescia, 1486 – Roma, 1543) è stato un presbitero italiano.

## Biografia

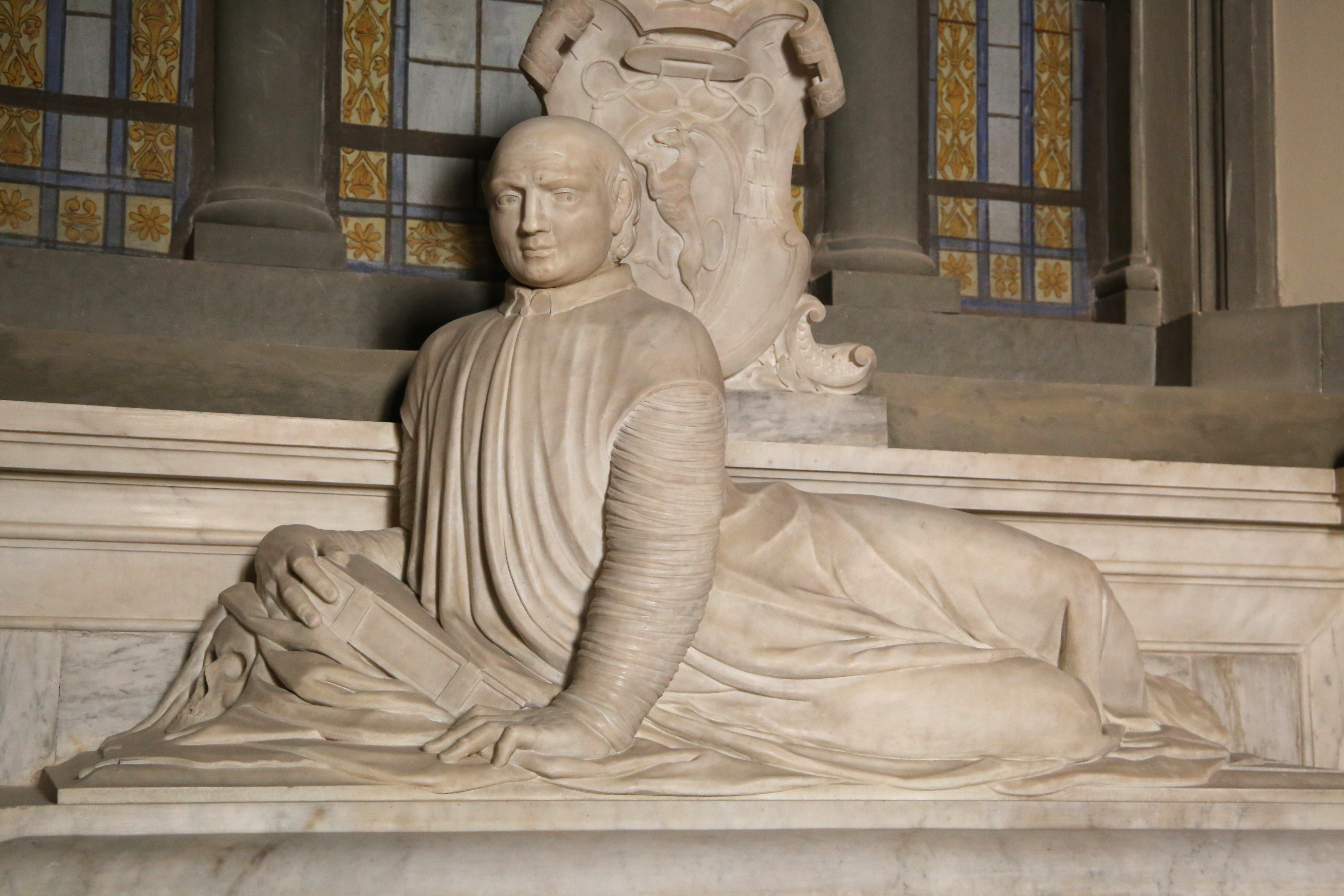
Monumento funebre nel duomo di Pescia

Nacque nel 1486 a Pescia da una famiglia mecenate illustre. Studiò legge ed ebbe contatti con la famiglia Medici, specialmente con il cardinale Giovanni de' Medici, che nel 1513 divenne papa con il nome di Leone X. Si spostò dunque a Roma per ricevere l'importante incarico di datario del papa. Fu sempre papa Leone X che provvide al bene del datario, anche con la creazione, nell'anno 1519, della nuova praepositura nullius di Pescia, staccandola dalla diocesi di Lucca e rendendola direttamente dipendente dalla Santa Sede. Il Turini fu nominato arcidiacono del Capitolo della nuova prepositura. Sarebbe dovuto diventare cardinale se nel 1521 la morte non avesse sorpreso papa Leone X.
Nel corso del pontificato di papa Adriano VI dovette lasciare tutte le sue attività, per poi prendere l'incarico di nunzio apostolico sotto papa Clemente VII, altro esponente della famiglia Medici. Era stato nominato anche magister viarium, il cui compito prevedeva la soprintendenza all'attività edilizia della città di Roma.
Fu anche amministratore dei palazzi delle famiglie Medici e Strozzi. Papa Paolo III lo nominò chierico della camera apostolica e lo adoperò nelle occasioni particolari, tra le quali, la visita di Carlo V nel 1536. Proprio il papa Farnese lo inviò come nunzio apostolico presso l'imperatore. Ebbe legami con artisti come Leonardo e Raffaello, (di cui fu esecutore testamentario, come ricorda la lapide sulla tomba nel Pantheon di Roma, dove riposa il grande artista). Fu molto amico di Giulio Romano, architetto e pittore, che a sua volta realizzò tra il 1518 e il 1531 una villa per il Turini sul Gianicolo.
In seguito, alla morte del prelato, per disposizione testamentaria tutti i suoi beni romani furono venduti e la villa sul Gianicolo passò alla famiglia Lante, da cui prese il nome che oggi porta.
Baldassarre Turini morì nell'ottobre del 1543. Sepolto nella chiesa di Sant'Eustachio a Roma, fu traslato a Pescia nella cappella di famiglia presso la cattedrale di Maria Santissima Assunta, dove Raffaello da Montelupo gli progettò il sepolcro, poi eseguito da Pierino da Vinci e da Antonio e Stoldo Lorenzi.